# Power Macintosh 5200 LC
De Power Macintosh 5200 LC en Power Macintosh 5300 LC zijn personal computers met een geïntegreerde monitor die ontworpen, gefabriceerd en verkocht werden door Apple Computer van april 1995 tot maart 1997. Beide modellen waren hoofdzakelijk bedoeld voor de onderwijsmarkt. Op de consumentenmarkt werden ze aangeboden als de Performa 5200- en Performa 5300-serie.
De Power Macintosh 5200 LC werd geïntroduceerd met een PowerPC 603-processor op 75 MHz als de PowerPC-opvolger van de Macintosh LC 500-serie. Latere modellen schakelden over op de PowerPC 603e-processor en gebruikten modelnummers boven 5300, maar behielden hetzelfde moederbordontwerp. In tegenstelling tot eerdere onderwijsmodellen, waarbij de "LC" voor het modelnummer kwam, gebruiken de 5200/5300-modellen de Power Macintosh-aanduiding met "LC" aan het einde.
De 5200 is nauw verwant aan de 6200, die hetzelfde moederbord gebruikt in een desktopbehuizing zonder geïntegreerde monitor.
De productie van de 5200- en 5300-modellen werd stopgezet in de eerste helft van 1996, waarbij de op PowerPC 603e gebaseerde Power Macintosh 5260, Power Macintosh 5400 en hun Performa-tegenhangers werden aangeboden als vervangingen in verschillende prijsklassen. De 5260 behield het algemene ontwerp van de 5200 en werd verkocht tegen een vergelijkbare prijs met gelijkaardige kenmerken. De duurdere 5400 was ook visueel vergelijkbaar, maar met een aanzienlijk gewijzigd moederbord dat PCI-slots gebruikte in plaats van NuBus.
De Performa 5200-lijn kampte met tal van problemen, waaronder het vastlopen van het systeem en kleurverschuivingen. Het probleem kon niet opgelost worden met een software-update, gebruikers moesten hun toestel voor reparatie naar een geautoriseerde Apple-reseller brengen. Ook het gebruik van de originele PowerPC 603 lokte heel wat kritiek uit. Low End Mac noemde de Performa 5200-serie een van de slechtste Macs aller tijden.

## Modellen
Beschikbaar vanaf 3 april 1995:
- Power Macintosh 5200/75 LC: basisversie voor de onderwijsmarkt met een 500 MB HD[3]

Beschikbaar vanaf 1 mei 1995:
- Macintosh Performa 5200CD: 5200 LC met een 790 MB of 1 GB HD[4]
- Macintosh Performa 5210CD: 5200 LC voor de Europese en Aziatische consumentenmarkt[5]

Beschikbaar vanaf 17 juli 1995:
- Macintosh Performa 5215CD: Performa 5200CD met een andere softwarebundel[6]
- Macintosh Performa 5220CD: Performa 5215CD met een 500 MB HD voor de Europese en Aziatische consumentenmarkt[7]

Beschikbaar vanaf 28 augustus 1995:
- Power Macintosh 5300/100 LC: basisversie voor de onderwijsmarkt met 16 MB RAM.[8]

Beschikbaar vanaf 17 oktober 1995:
- Macintosh Performa 5300CD: 5300 LC voor de consumentenmarkt[9]
- Macintosh Performa 5300CD DE: 5300CD "Director's Edition" met extra software[10]
- Macintosh Performa 5320CD: Performa 5300CD met een 120 MHz CPU voor de Europese en Aziatische consumentenmarkt[11]

## Specificaties
- Processor:
  - 5200 LC: PowerPC 603 @ 75 MHz
  - 5300 LC: PowerPC 603e @ 100-120 MHz
- FPU : geïntegreerd in de processor
- PMMU : geïntegreerd in de processor
- Systeembus snelheid: 37,5 MHz
- ROM-grootte: 4 MB
- Databus: 64 bit
- RAM-type: 80 ns 72-pin SIMM
- Standaard RAM-geheugen: 8 MB
  - Uitbreidbaar tot maximaal 64 MB
  - RAM-sleuven: 2
- Standaard video-geheugen: 1 MB VRAM
  - Uitbreidbaar tot maximaal 1 MB VRAM
- Standaard diskettestation: 3,5-inch, 1,44 MB (manueel)
- Standaard harde schijf: 500 MB (IDE)
- Standaard optische schijf: 2x of 4x CD-ROM[a]
- Uitbreidingssleuven: 1 LC PDS, Comm, Video I/O, TV
- Type batterij: 4,5 volt Alkaline
- Beeldscherm: 38 cm (15-inch), kleur[b]
- Uitgangen:
  - 1 ADB-poort (mini-DIN 4) voor toetsenbord en muis
  - 1 SCSI-poort (DB-25)
  - 2 seriële poorten (mini-DIN 8)
  - 1 audio-uit (3,5 mm jackplug)
  - 1 microfoon (3,5 mm jackplug)
  - 1 koptelefoon (3,5 mm jackplug)
- Ondersteunde systeemversies: 7.5.1 t/m 9.1
- Afmetingen: 44,5 cm × 38,4 cm × 40,6 cm (hxbxd)
- Gewicht: 21,3 kg

Uit productie: 1984: Macintosh 128K, Macintosh 512K · 1985: Macintosh XL · 1986: Macintosh Plus · 1987: Macintosh II, Macintosh SE · 1988: Macintosh IIx · 1989: Macintosh SE/30, Macintosh IIcx, Macintosh IIci, Macintosh Portable · 1990: Macintosh IIfx, Macintosh Classic, Macintosh IIsi, Macintosh LC serie · 1991: Macintosh Quadra 700, Macintosh Quadra 900, Apple PowerBook · Macintosh Classic II · 1992: Macintosh IIvx, Macintosh Quadra 950, PowerBook Duo, Macintosh Performa serie · 1993: Macintosh Centris serie, Macintosh Color Classic, Macintosh TV · Apple Workgroup Server · 1994: Power Macintosh · 1997: Power Macintosh G3, PowerBook G3, Twentieth Anniversary Macintosh · 1998: iMac · 1999: iBook, Power Mac G4 · 2000: Power Mac G4 Cube · 2001: PowerBook G4 · 2002: eMac, iMac G4 · 2003: Xserve, Power Mac G5 · 2004: iMac G5 · 2005: Mac mini · 2006: MacBook · 2015: MacBook (Retina) · 2017: iMac Pro

Huidige modellen: MacBook Air, MacBook Pro, iMac, Mac mini, Mac Studio, Mac Pro